# Castell de Mascaró
El Castell de Mascaró fou un edifici situat a l'illa dels actuals passatges Alt, Mig i Baix del Turó, entre els carrers de Garriga i Roca i Sales i Ferrer, del barri del Guinardó de Barcelona.

## Història i descripció
Va ser fet construït a partir del 1899 per Francesc Mascaró i Gauran, que va comprar a finals del segle xix àmplies extensions de terreny al Guinardó i en va ser el primer president de la Comunitat de Propietaris, la primera seu de la qual va ser el mateix edifici, i que més tard es va traslladar al Mas Guinardó.
Francesc Mascaró va ser també un dels terratinents del Guinardó que va propulsar l'arribava dels tramvies al barri juntament amb altres d'Horta. Després de la Guerra Civil el casalot en forma de fortalesa medieval, que la gent anomenava «el castell», va ser enderrocat. La seva imatge era ben impactant enmig d'un territori buit de cases.